# Royas
Royas – miejscowość i gmina we Francji, w regionie Owernia-Rodan-Alpy, w departamencie Isère.
Według danych na rok 1990 gminę zamieszkiwało 308 osób, a gęstość zaludnienia wynosiła 56 osób/km² (wśród 2880 gmin regionu Rodan-Alpy Royas plasuje się na 1321. miejscu pod względem liczby ludności, natomiast pod względem powierzchni na miejscu 1476.).